# السيد الأكبر (رتبة)

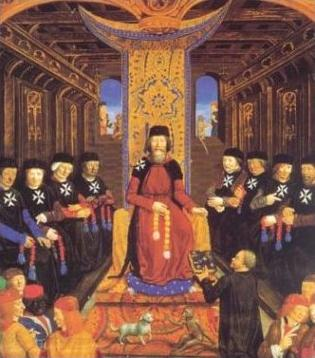
السيد الأكبر ووكبار فرسان الإسبتارية في القرن الرابع عشر.

السيد الأكبر (بالإنجليزية: Grand Master)‏ هي رتبة تمثل الرئيس الأعلى في الهيكل التنظيمي لرتب الفروسية، من صلاحيات حامل هذه الرتبة ان يصدر أوامر عسكرية مختلفة، ويستطيع أيضا أن يصدر الأوامر الدينية والأوامر الطائفية في المنظمات الأخوية الكاثوليكية القديمة. يتم استخدام لقب السيد الأكبر من رؤساء المحافل الماسونية الكبرى منذ 1717.
في الرتب العسكرية مثل فرسان الهيكل أو النظام الليفوني، والسيد الأكبر كان يمثل رئس الهرم الجماعات العسكرية والإقطاعية والتي يمكن أن تعتبر 'دولة ضمن الدولة، ولا سيما في ' الصليبية '، ورتبة السيد الأكبر تمثل أيضا منصب رئيس الدولة في داخل الإمبراطورية الرومانية كما كان الحال مع فرسان تيوتون وفرسان الإسبتارية.
في بعض الرتب الأخرى، الرئيس قد يكون يمثل المنصب السيادي. في هذه الحالة يجوز لرتبة السيد الأكبر أن تأتي بعد السيادية.
لأن معظم الرتب في الوقت الحاضر هي أساسا للتميز الفخري بين مستويات القيادة، حيث أن بعض أوامر القديمة كانت دائما مثل رتبة الصوف الذهبي قد تعقد في حق ابن الملك أو أي رتبة أخرى، عادة ما يحصل عليها العاهل، لكن في الأغلب رتبة السيد الأكبر تكون أعلى رتب الفروسية